# 喬納森 (臺灣)
喬納森（直译：「喬納森·馬修·史密斯」，2003年5月9日—）為南非裔臺灣男子籃球運動員，場上位置為後衛與前鋒。

## 早年生活
喬納森的雙親皆為南非人，父親曾是橄欖球運動員。喬納森出生在南非約翰尼斯堡，出生一個月因雙親工作的關係來到臺灣，就讀北新國小時打過全國少年籃球錦標賽，國小畢業後進入乙組北市民族國中，開始接受正規籃球訓練，

## 高中生涯
高中喬納森選擇加入松山高中，成為隊史首位外籍生，喬納森高一時因為舊傷骨裂休了8個月，升上高二才拿到自己的HBL球衣。

## 大學生涯
喬納森大學進入國立臺灣藝術大學就讀。2024年12月21日，喬納森在大專籃球聯賽（UBA）113學年度男子組預賽對上國立虎尾科技大學的比賽拿下15分，成為隊史首位達成千分里程碑的球員。

## 職業生涯
2025年8月7日，台灣職業籃球大聯盟（TPBL）表示喬納森在TPBL的身分認定為本土球員。8月11日，喬納森在台灣職業籃球大聯盟新人選秀會第一輪第六順位被新北國王選中。

## 國家隊生涯
2024年9月喬納森代表中華臺北參加亞洲大學男子籃球錦標賽。

## 國籍
2024年喬納森放棄南非國籍歸化中華民國國籍，同年6月取得中華民國護照。2025年1月取得中華民國身分證。

## 外部連結
- 喬納森的Instagram帳戶
- 喬納森的Threads